# Stiegelmeyer (Unternehmen)
Die Stiegelmeyer GmbH & Co. KG ist ein Möbelkonzern, der Krankenhausmöbel und Produkte für die häusliche und stationäre Pflege herstellt und vertreibt, der Schwerpunkt liegt bei Betten. Der Unternehmenssitz ist die ostwestfälische Stadt Herford.

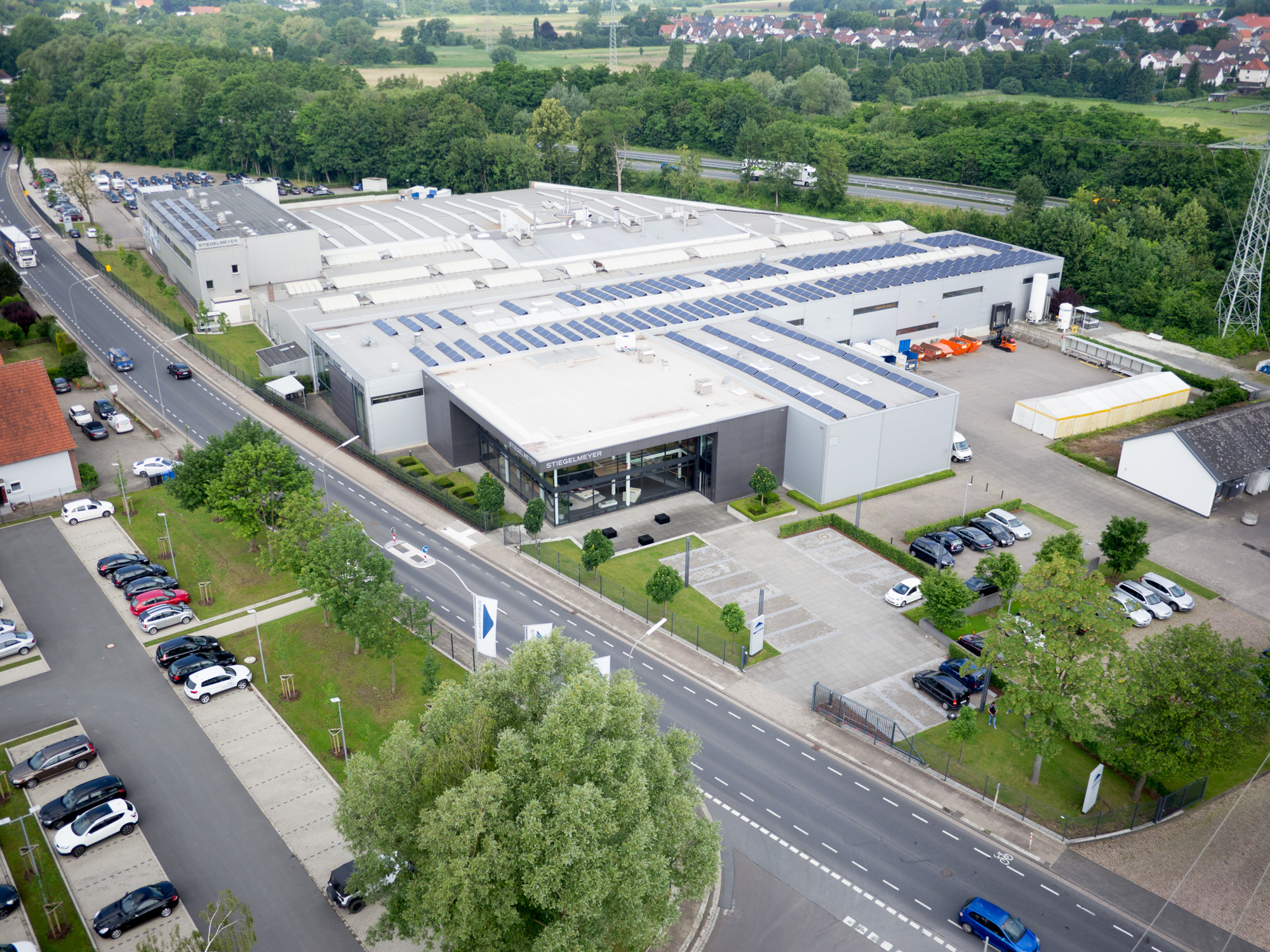
Luftbild Fa. Stiegelmeyer

## Geschichte
Der Gründer des Unternehmens, Johannes Stiegelmeyer, begann 1899 in Rödinghausen mit der Produktion von Stahldrahtmatratzen. Die Umsiedlung nach Herford erfolgte am 1. November 1900. Seit 1910 werden Krankenhausbetten hergestellt. 1924 wurden neben der Produktion von Metallbetten und Holzmöbeln auch Krafträder der Type Stiegelmeyer mit 3,8 PS entwickelt. Nach 1945 gab es kurze Ausflüge in den Bereich Schul- und Raumsparmöbel. 1970 begann die Entwicklung von Einrichtungen für Alten- und Pflegeheime. Stiegelmeyer stattete die Olympischen Spiele 1936 in Berlin und 1972 in München mit Betten aus.
1989 wurde in den Niederlanden das Tochterunternehmen Stiegelmeyer BV gegründet, das aus der ehemaligen Firma Medical Patient Handling BV entstanden ist. Im selben Jahr übernahm Stiegelmeyer die Möbelfabrik Burmeier in Lage. 1994 wurden zusätzliche Werke in Herford und Nordhausen eröffnet.
Im Jahr 2000 erfolgte in Frankreich die Gründung des Tochterunternehmens Stiegelmeyer France und 2001 wurde der Bettenhersteller Famed in Stolno (Polen) übernommen, der heute unter dem Namen Stolter firmiert. 2002 wurde in Finnland des Tochterunternehmens Stiegelmeyer Oy gegründet.
Im Rahmen der Neuausrichtung der Vertriebsstruktur wurde 2005 die Stiegelmeyer Pflegemöbel GmbH & Co. KG gegründet und 2006 die Firma Wiki-Met in Polen, die Betten fertigte, erworben.
2009 wurde in Herford eine 900 Quadratmeter große Ausstellungshalle eröffnet und 2011 die Stiegelmeyer Africa (PTY) Ltd in Südafrika gegründet.
Um die eigenen Produkte auch reparieren und warten zu können, gründet Stiegelmeyer im Jahr 2012 eine Servicegesellschaft. 2014 wurde der Neubau eines Service- und Logistikzentrums in Herford in Betrieb genommen und ein neues Krankenbett unter dem Namen Puro vorgestellt.
Am 1. Januar 2017 wurden die Gesellschaften Joh. Stiegelmeyer GmbH & Co. KG, Herford, Stiegelmeyer Pflegemöbel GmbH & Co. KG, Herford, Stiegelmeyer Assist GmbH & Co. KG, Herford und Stiegelmeyer GmbH & Co. KG Thüringen, Nordhausen in die neu gegründete Gesellschaft Stiegelmeyer GmbH & Co. KG, Herford überführt.

## Produkte
Die Produkte werden unter den vier Markennamen Clinic, Care, Assist und Homecare vertrieben.
- Clinic steht für Systemlösungen für Krankenhäuser. Dazu zählen vor allem Klinikbetten, Kinder- und Säuglingsbetten, Sitzmöbel, Tische, Nachttische, Schränke, Pflegestühle und Zubehör.
- Care-Produkte kommen in erster Linie in Altenpflege- und Seniorenheimen sowie in Behinderteneinrichtungen zum Einsatz. Das Sortiment beinhaltet neben Reha- und Pflegebetten ebenfalls Sitzmöbel, Tische, Nachttische, Schränke, Pflegestühle und Zubehör.
- Assist ist ein Serviceprogramm zur Wartung und Pflege von Krankenhaus- und Pflegebetten, um deren Einsatz effektiv zu gestalten und die Nutzungsdauer zu verlängern.
- Homecare ist eine Linie von Artikeln, die in der häuslichen Pflege eingesetzt werden können wie Sitzmöbel, Tische, Nachttische, Schränke, Pflegestühle und Zubehör.

2011 wurde das neu entwickelte Aufstehbett Vertica mit dem renommierten iF-Product-Design-Award ausgezeichnet.
2023 wurde das neu entwickelte Säuglingsbett Jovie mit dem iF-Product-Design-Award ausgezeichnet.

## Unternehmensdaten
Die Stiegelmeyer-Gruppe ist nach eigenen Angaben Marktführer in Deutschland in den Bereichen Clinic, Care und Homecare. Der Umsatz betrug im Jahr 2015 ca. 144 Millionen Euro. Jährlich werden an den vier Produktionsstandorten mehr als 100 000 Betten hergestellt – damit stieg die Zahl der verkauften Betten seit 2005 um 82 Prozent.
Die Stiegelmeyer-Gruppe beschäftigte 2015 insgesamt über 1000 Mitarbeiter, davon 544 an den Standorten Herford und Nordhausen.

## Konzernstruktur

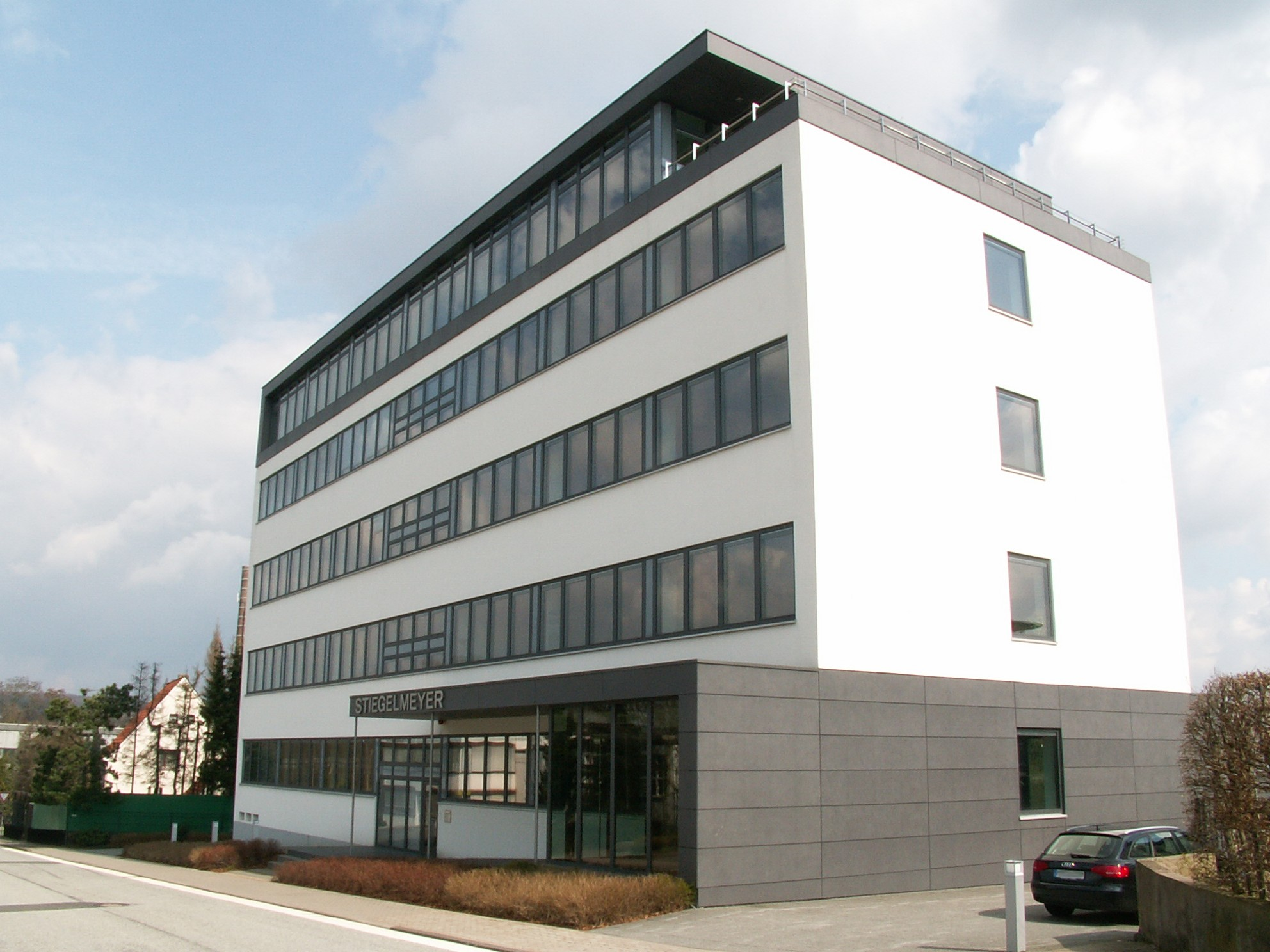
Hauptgebäude in Herford

In Herford in Nordrhein-Westfalen befindet sich der Stammsitz des Unternehmens mit einer 1995 modernisierten Produktionsstätte, in der die Assist- und Klinik-Möbel gefertigt werden. Im unweit von Herford gelegenen Ort Lage werden die Artikel der Linien Care und Homecare hergestellt. Im thüringischen Nordhausen ist die Holzproduktion Pflegemöbel angesiedelt.
Zur Stiegelmeyer-Gruppe gehören mehrere hundertprozentige Tochterunternehmen, die in verschiedenen Produktgruppen tätig sind. Dazu gehören unter anderem:
- Joh. Stiegelmeyer GmbH & Co. KG in Herford, Krankenhausmöbel
- Stiegelmeyer Pflegemöbel GmbH & Co. KG in Lage, Pflegemöbel (seit dem 1. Januar 2017 geschlossen)
- Burmeier GmbH & Co. KG in Hiddenhausen, Möbel für Häusliche Pflege sowie Alten- und Pflegeheime[9]
- Stiegelmeyer Assist GmbH & Co. KG in Herford, Wartung und Reparatur
- Joh. Stiegelmeyer GmbH Thüringen in Nordhausen, Holzproduktion und Pflegemöbel
- Stiegelmeyer Sp. z o.o. in Stolno (Polen), Krankenhausbetten (in 2015 wurde die polnische Tochtergesellschaft Stolter Sp. z o.o umbenannt)

Vertriebsgesellschaften gibt es in den Niederlanden, in Belgien, Frankreich, Polen, Finnland und Südafrika. Zudem werden die Produkte über Partnerfirmen in weiteren zehn Ländern weltweit vertrieben.
Die Firma Stiegelmeyer ist im Besitz der Erbengemeinschaft Max, Stefan und Anja Kemmler und der Stiegelmeyer Holding (Schweiz) AG